# Bergtjärnen (Njutångers socken, Hälsingland)
Bergtjärnen är en sjö i Hudiksvalls kommun i Hälsingland och ingår i Nianåns huvudavrinningsområde.